# الدوري المغربي لكرة القدم 1983–84
الدوري المغربي لكرة القدم 1983-1984 هو الموسم 28 من البطولة الوطنية المغربية لكرة القدم . يتنافس خلاله 16 من أفضل الأندية الوطنية المغربية.توج بهذا الموسم فريق الجيش الملكي .